# 133 (число)
133 (сто тридцать три) — натуральное число, расположенное между числами 132 и 134. Оно не является простым числом, а относительно последовательности простых чисел расположено между 131 и 137.
- 133 день в году — 13 мая (в високосный год — 12 мая)

## В математике
- 133 — является нечётным составным трёхзначным числом.
- Сумма цифр этого числа — 7
- Произведение цифр этого числа — 9
- Квадрат числа 133 — 17 689
- 44-е полупростое число[2]
- Одиозное число
- Число харшад
- Недостаточное число

## В других областях
- 133 год.
- 133 год до н. э.
- 133 — номер службы спасения в Чили.
- NGC 133 — рассеянное скопление в созвездии Кассиопея.
- МР-133 — гладкоствольное ружьё, разработано и выпускается серийно на Ижевском Механическом заводе.
- 133 — такая частота использовалась старыми образцами процессоров Intel, Ata и др.
- 133 Mhg — такая частота использовалась старыми образцами процессоров Intel, Ata и др.
- ЗИЛ-133 — советский и российский грузовой автомобиль.
- 133 — число штата California международного формата.
- Seat 133 — Especial — автомобиль марки SEAT выпущенный в 1977 году как семейный минивэн.